# I-30
El I-30 (イ-30?) fue un submarino portaaviones del Tipo B1 de la Armada Imperial Japonesa que participó en la Segunda Guerra Mundial, siendo el primer submarino japonés que alcanzó Europa durante ese conflicto.

## Descripción
El I-30, con un desplazamiento de 2.600 t en superficie, tenía la capacidad de sumergirse hasta 100 m, desarrollando entonces una velocidad máxima de 8 nudos, con una autonomía de 96 millas náuticas a una velocidad reducida de 3 nudos. En superficie, su autonomía era de 14.000 millas náuticas a una velocidad de crucero de 16 nudos, desarrollando una velocidad máxima de 23,6 nudos. Trasportaba un hidroavión biplaza de reconocimiento Yokosuka E14Y conocido por los Aliados como Glen, almacenado en un hangar hidrodinámico en la base de la torre de la vela.

## Historial
El I-30 realizó reconocimientos periscópicos y aéreos durante abril y mayo en posiciones británicas del océano Índico y la costa oriental africana. En junio fue asignado a la primera misión Yanagi de intercambio tecnológico y estratégico con Alemania, doblando el cabo de Buena Esperanza el 30 del mismo mes y alcanzando el golfo de Vizcaya el 2 de agosto de 1942. Tres días más tarde alcanza su destino en la base alemana de submarinos ubicada en Lorient, donde descarga los materiales estratégicos que portaba, una tonelada y media de mica y casi 660 kilogramos de goma laca.
Se instalan en el I-30 un detector de radar Metox y un montaje antiaéreo cuádruple Flakvierling 38 de 20 mm, que sustituye a los cañones automáticos Tipo 96 de 25 mm dobles que equipaba originalmente. Asimismo, se pinta el casco con el gris naval empleado por los submarinos germanos y se hace notar por parte de expertos alemanes el excesivo nivel de ruido producido por el casco y los motores del submarino japonés. El hidroavión también es repintado y reparado, dado que uno de sus flotadores resultó dañado durante un amerizaje tras realizar un reconocimiento en mayo.
En su viaje de regreso a Japón, que se inició el 22 de agosto, el I-30 transportaba los planos del radar de control de tiro Würzburg así como una unidad del mismo, torpedos G7a y G7e, bombas guiadas y autopropulsadas, directores de tiro, cañones antiaéreos, diamantes industriales y 50 máquinas criptográficas Enigma. El 22 de septiembre nuevamente dobla el cabo de Buena Esperanza, y tres días más tarde los alemanes dan a conocer a modo de intoxicación informativa que un submarino japonés se había unido a las operaciones del Eje en el Atlántico.
El 9 de octubre el I-30 alcanza Penang, donde reposta. Parte dos días más tarde hacia Singapur, entrando en su puerto el 13 de octubre. Diez máquinas Enigma son entregadas, y el  I-30 parte nuevamente, esta vez con destino a Kure. Sin embargo, tras recorrer apenas tres millas colisiona con una mina marina que lo hace hundirse rápidamente con 13 miembros de su tripulación, salvándose otros 96. Parte de la carga fue recuperada posteriormente por buceadores, aunque tanto las máquinas Enigma como los planos y el ejemplar del radar Würzburg se perdieron.